# Welcome to Night Vale
Welcome to Night Vale (англ. "Ласкаво Просимо до Найт Вейлу" — це сатиричний подкаст про паранормальні явища, створений Джозефом Фінком і Джеффрі Крейнером. Він представлений як громадське радіошоу у вигаданому американському пустельному містечку Найт Вейл, де ексцентричний місцевий радіоведучий розповідає про дивні, надприродні явища, що відбуваються в ньому. Серіал випускається компанією Night Vale Presents з 2012 року. 
Майже кожен епізод написаний Фінком і Крейнером, хоча над серіалом працювали й інші автори, найчастіше Брі Вільямс. У подкасті бере участь Сесіл Болдвін у ролі Сесіла Гершвіна Палмера, радіоведучого у Найт Вейлі, а також іноді з’являються голоси гостей, як другорядних персонажів, зокрема Ділан Маррон, Джасіка Ніколь, Мара Вілсон, Джексон Публік та інші. Актори також виступали з живими шоу в різних місцях, які були опубліковані в Інтернеті в аудіо форматі.
Подкаст отримав культове визнання прихильників і критиків завдяки сюрреалістичному гумору та жахам, репрезентації ЛГБТ і виконанню Болдвіна. Фінк і Крейнер написали три романи, дія яких розгортається у всесвіті подкасту, серед яких Ласкаво просимо в Night Vale (2015), Воно Пожирає! (2017) і «Безлика стара жінка, яка таємно живе у вашому домі» (2020), які також отримали визнання.

## Сюжет
Події «Ласкаво просимо до Найт Вейлу» відбуваються у вигаданому містечку Найт Вейл, розташованому в пустелі десь на південному заході Сполучених Штатів.  У цьому місті численні паранормальні та надприродні явища сприймаються як буденні речі.   Наприклад, Сисіл називає кота, що ширяє над раковиною у ванній станції милим, але не вважає це дивним, що кіт так вміє.  Фінк описує місто як «південно-західне передмістя, до якого нікому не треба подорожувати». 
Сюжет Ласкаво Просимо до Найт Вейлу складається з розгорнутої історії.  Окремі епізоди зазвичай функціонують як самостійні оповіді та лише рідко розвивають сюжетну лінію.  Письменники використовують повторювані жарти та сюжетні арки ; наприклад, Світлосяйна Хмара, один із найвідоміших персонажів серіалу, гіпнотизує городян своїми кольорами та шкідливим газом, змушуючи людей скандувати «СЛАВА СВІТЛОСЯЙНІЙ ХМАРІ», і вона, зрештою, стає президентом шкільної ради Найт Вейл. Ще один жарт, що часто повторюється – низька виживаність стажерів на радіостанції; єдині стажери, колишні та нинішні, які наразі живі, включають (у порядку появи) Сисіла, Чеда Боуінгера, Дану Кардинал, Морін та Карім.
Персонажі та сюжет часто виникають і розвиваються повільно, тоді як непов’язані історії можуть поєднуватися, утворюючи нові точки у сюжеті.   Основні історії включали розвиток романтичних стосунків між Сисіл і Карлосом;  застрягання кількох персонажів, у тому числі Карлоса, у «Пустельному Іншосвіті»;  вторгнення в Найт Вейл корпорації СтрексКорп з міста-конкурента Дезерт Блаффс і остаточне вигнання СтрексКорп з Найт Вейл;  вибори мера 2014 року з подальшою терористичною діяльністю кандидатів у мери Безликої Старої Жінки, Яка Таємно Живе у Вашому Домі та Хірама Макденіелса;  та ускладнення, пов’язані з подальшим ув’язненням і судом Макденіелса. Четверта річниця серіалу у червні 2016 року збіглася з кульмінацією останньої сюжетної лінії, що складається з двох частин: вторгнення таємничих незнайомців у Найт Вейл на чолі з демонічним цуценям бігля, випадково викликаним із Пекла Чедом Боуінгером, колишнім радіостажером. Рання сюжетна точка мініатюрного міста, похованого під міським боулінгом, відновилася після цього, на додаток до спорадичної появи Хунтокара, божества з головою оленя, пов’язаного як з крихітним містом, так і з незвичайною природою Найт Вейлу. Останні сюжетні моменти включають розв’язку Кривавої Космічної Війни, старіння Лі Марвіна, повернення міста до нормального плину часу та місцезнаходження зниклого рейсу  18713.

### Актори та персонажі
- Сисіл Болдвін у ролі Сисіла Гершвіна Палмера, диктора подкасту та ведучого радіостанції у Найт Вейл. Його описують як «не надто низького чи високого зросту, не товстого і не надто худорлявого». Його справжній вік невідомий, оскільки він стверджує, що жив сотні років тому, але час у Найт Вейлі не працює належним чином. Сисіл заводить кота на ім'я Кошех, якого знаходить нерухомо ширяючим у чоловічому туалеті станції. Він – єврей. У титрах він згадується як «Голос Найт Вейлу».
- Ділан Маррон у ролі Карлоса Роблза, хлопця-науковця Сисіла, а згодом його чоловіка. Що має, по опису, «ідеальне волосся» і «зуби, немов військовий цвинтар», він спочатку приїжджає до Найт Вейлу як аутсайдер, але незабаром інтегрується в громаду завдяки своїм стосункам з Сисілом. Сисіл підлещується до нього протягом першого року подкасту, перш ніж вони починають зустрічатися. Вони одружилися в сотому епізоді під назвою «Тост», а на живому шоу «Шпигун у пустелі» стало відомо, що пара всиновила сина на ім'я Естебан, якого вони тримали в таємниці протягом двох років.
- Ясіка Ніколь - Дана Кардинал, колишня стажерка громадського радіо Найт Вейл і колишній мер Найт Вейлу. В епізоді «Піщана буря» вона вбиває свого двійника, і цей вчинок переслідує її після того, як Дана з паралельної реальності мстить їй у шостому році. На сьогоднішній день вона одна з небагатьох, хто пережив програму стажування на Радіо міста Найт Вейл.
- Кевін Р. Фрі в ролі Кевіна, протиставник Сисілу з Дезерт Блаффс, одержимий кров'ю та жорстокістю, що компенсує його веселу вдачу. Тепер він живе в Пустельному Іншосвіті, який назвав « Також Дезерт Блаффс!», звідки той продовжує вести свою радіопрограму.
- Лорен Шарп у ролі Лорен Маллард, колишньої очільниці СтрексКорп, а нині мера Також Дезерт Блаффс, хоча насправді вона є правою рукою Кевіна.
- Мара Вілсон у ролі Безликої Старої Жінки, Яка Таємно Живе у Вашому Домі, - колишня кандидатка в мери і тілесна істота, яка одночасно живе в будинках усіх мешканців Найт Вейлу. Вона є головною героїнею третього роману про Найт Вейл, «Безлика Стара Ж, Що Таємно Живе у Вашому Домі».
- Джексон Паблік у ролі Хірама Макденіелса, буквально п'ятиголового дракона і колишнього кандидата в мери. Після замаху на мера, чотири його голови постають перед судом, за винятком голови Фіалки, яка працювала над тим, щоб запобігти вбивству.
- Ретта в ролі Джозефіни Ортіс, краще відомої як Стара Джозі, найдорожчої подруги Сисіла і колись єдиної людини в місті, яка відкрито визнавала існування Ангелів. Вона загинула у 2017 році.
- Гел Люблін у ролі Стіва Карлсберга, зятя Сисіла, якого він раніше недолюблював, але тепер поважає. Стів - один з небагатьох людей у Найт Вейлі, хто бачить брехню і змови Міської Ради, що дуже дратує Сисіла. Його донька Дженіс має розщеплення хребта і є капітаном шкільної команди з баскетболу на візках.
- Симфоні Сандерс - Таміка Флінн, начитана молода жінка, яка раніше очолювала підліткове ополчення в пустелі, а зараз є єдиним членом міської ради, який не є частиною їхнього єдиного тіла.
- Морін Джонсон у ролі інтерна Морін, дівчини Мішель і незадоволеної колишньої інтерна Радіо Міста Найт Вейл і колишнього командира армії Чужих.
- Кейт Джонс у ролі Мішель Нгуєн, дівчини Морін і власниці лейблу Dark Owl Records, яка зневажає будь-яку віддалено популярну музику.
- Марк Гальярді - Джон Пітерс, місцевий фермер, який спеціалізується на вирощуванні уявної кукурудзи. Його брат був одним із багатьох людей, які загинули у Кривавій Космічній Війні.
- Дезіре Берч у ролі Памели Вінчелл, колишнього мера Найт Вейл і нинішнього керівника Відділу Екстрених Прес-конференцій.
- Емма Френкленд у ролі шерифа Сема, які стали шерифом у Найт Вейлі після того, як попередній шериф таємниче зник. Вони використовують займенники вони/їх.
- Тіна Паркер - Хунтокар Руйнівниця, оленяча богиня, яка створила Найт Вейл. Паркер також озвучує президента Батьківського Комітету Сьюзен Вілман, чия свідомість зливається з Хунтокар після того, як Вілман обирає почути таємниці шпиля з кривавого каменю.
- Віл Вітон - Ерл Гарлан, місцева знаменитість, шеф-кухар у ресторані «Джгут». Він друг дитинства Сисіла, хоча йому важко пригадати своє минуле.
- Мег Башвайнер у ролі Деб, живого клаптика туману, якаприходить на шоу, щоб читати рекламу. У неї є сестра на ім'я Кейтлін, яку також озвучує Башвайнер.  Башвайнер також озвучує «Леді-прислів'я», яка читає титри в кінці кожного епізоду разом з гумористичним прислів'ям.
- Джеймс Урбаняк у ролі Леонарда Бертона, колишнього ведучого Радіо Міста Найт Вейл та кумира дитинства Сисіла.
- Марк Еван Джексон - Маркус Ванстон, надзвичайно заможний житель Найт Вейл, який під час дебатів на посаду мера перетворився на Ангела.
- Моллі Квінн - Мелоні Пеннінгтон, вундеркінд у комп'ютерному програмуванні.  Квінн також озвучує Фей, комп'ютерну програму з радіостанції WZZZ, яка читає випадкові числа з невідомою метою, але врешті-решт набуває свідомість.
- Фелісія Дей у ролі Джоанни Рей, працівниці зоопарку, що перевтілюється.
- Джейсон Веблі - Луї Бласко, колишній власник музичної крамниці Луї до того, як вона згоріла і він втік з міста зі страховими грошима. Його привид іноді повертається до Найт Вейлу, щоб давати уроки.
- Енні Севідж - Діана Крейтон, голова батьківського комітету Найт Вейл і мати перевертня Джоша Крейтона. Вона є однією з головних героїнь роману «Ласкаво Просимо до Найт Вейл».
- Джозеф Фінк у ролі різних персонажів:  Тедді Вільямс, власник боулінгу «Квітка Пустеля» та розважального комплексу «Аркада», в якому раніше знаходився паралельний вимір крихітних людей під 5-м провулком.  Джош Крейтон, син Діани, перевертень, який приймає форму «Тридцяти з чимось річного автора подкастів» під час живого виступу «Всім слава».  Інтерн Джозеф у виставі «Слідчі».  Перукар Теллі у виставі «Шпигун у пустелі».  Якобін Макфі в епізоді «Ветерани»  Вигадана версія самого себе в епізодах «Запитання слухачів» та «Лососевий бургер».
- Аліє Чан - Басіма Башара, молода мусульманка, чий батько більшу частину життя воював у Кривавій Космічній Війні.
- Десса - Сабіна, вагітна кузина Сисіла.
- Гантер Каннінг - Г'ю Джекман, власник нової технологічної стартап-компанії eGemony, який має спільне ім'я з відомим актором.
- Лусія Струс - Міссі Вілкс, мешканка Нічної Долини і колишня подружка Плейбоя.
- Еріка Лівінгстон і Крістофер Лоар - Меґі та Дональд Пенебейкери, чоловік і дружина, які озвучують телефонне меню для всіх служб у Найт Вейлі.
- Флор Де Ліз Перез - Лейсі Ернез, представниця Департаменту Водопостачання Найт Вейл.
- Джеффрі Крейнер - Чарльз, протиставник Карлосу з Дезерт Блаффс. Він богослов і хлопець Кевіна.  Крейнер також озвучував Карлоса в його першій появі, речника Таємної Поліції в виставі «Слідчі», Лі Марвіна в виставі «Шпигун у пустелі», Гаррісона Кіпа в «Привиди Найт Вейлу» і вигадану версію самого себе в епізоді «Слухачі».
- Т.Л. Томпсон - Лі Марвін, місцева знаменитість Найт Вейлу, який з незапам'ятних часів постійно святкує свій 30-й день народження. Він відповідає за те, щоб час у Найт Вейлі повернувся до нормального плину у фіналі Сьомого року.
- Роб Ніл - Каспер Роудс, бізнесмен, який пропонує заморожувати мізки людей після їхньої смерті з метою досягнення безсмертя.
- Робін Віргін - Радіо Юпітер, таємниче мовлення з далекої зірки.
- Джулія Морізава - Люсі з Клермонту, абонентка шоу.
- Джанет Варні - Меган Валлабі, молода жінка, яка народилася відокремленою рукою дорослого чоловіка, яку згодом віддали донору тіла середнього віку без лівої руки. У 2021 році її тіло вбивають, залишаючи їй лише рукою знову. Тепер вона живе в лігві тарантула зі своїм чоловіком-павуком.  Варні також озвучує доктора Джанет Любелл, дослідницю з Університету Чим Воно Є.
- Джонатан Аткінсон у ролі Сайласа, колишнього крадія творів мистецтва, чий напарник, за допомогою магії перетворив його на кота. У теперішньому житті він - домашній кіт Сисіла Кошех, якого він знайшов ширяючим у чоловічому туалеті радіо станції.
- Адал Ріфаї, Джон Патрік Коан та Ерін Кейф у ролях Каріма, Дага та Джини. Вони ведучі «Шоу Каріма Назарі» - вигаданого всесвітнього мовлення, що транслюється на радіостанції WMCG 1080 AM в Енн-Арборі, штат Мічиган. У реальному житті Ріфаї, Коан і Кейф є співведучими подкасту Hey Riddle Riddle.
- Мал Блюм - Великий Ріко, власник піцерії «Піца Великого Ріко».
- Т.Д. Мішке - Френк Луна, радіоведучий з Вермільйон Фоллз, міста-побратима Найт Вейл, розташованого на південь від Міннеаполіса, міста, захопленого вовкулаками.
- Ешлі Аткінсон - Еббі Палмер, старша сестра Сисіла.  У живому шоу «Бібліотекар» Ендрю Вік, Джеймс Урбаняк, Моллі Квінн і Віл Вітон виконують один і той самий монолог нового стажера на станції, але в різні дні гастрольного туру.

## Виробництво

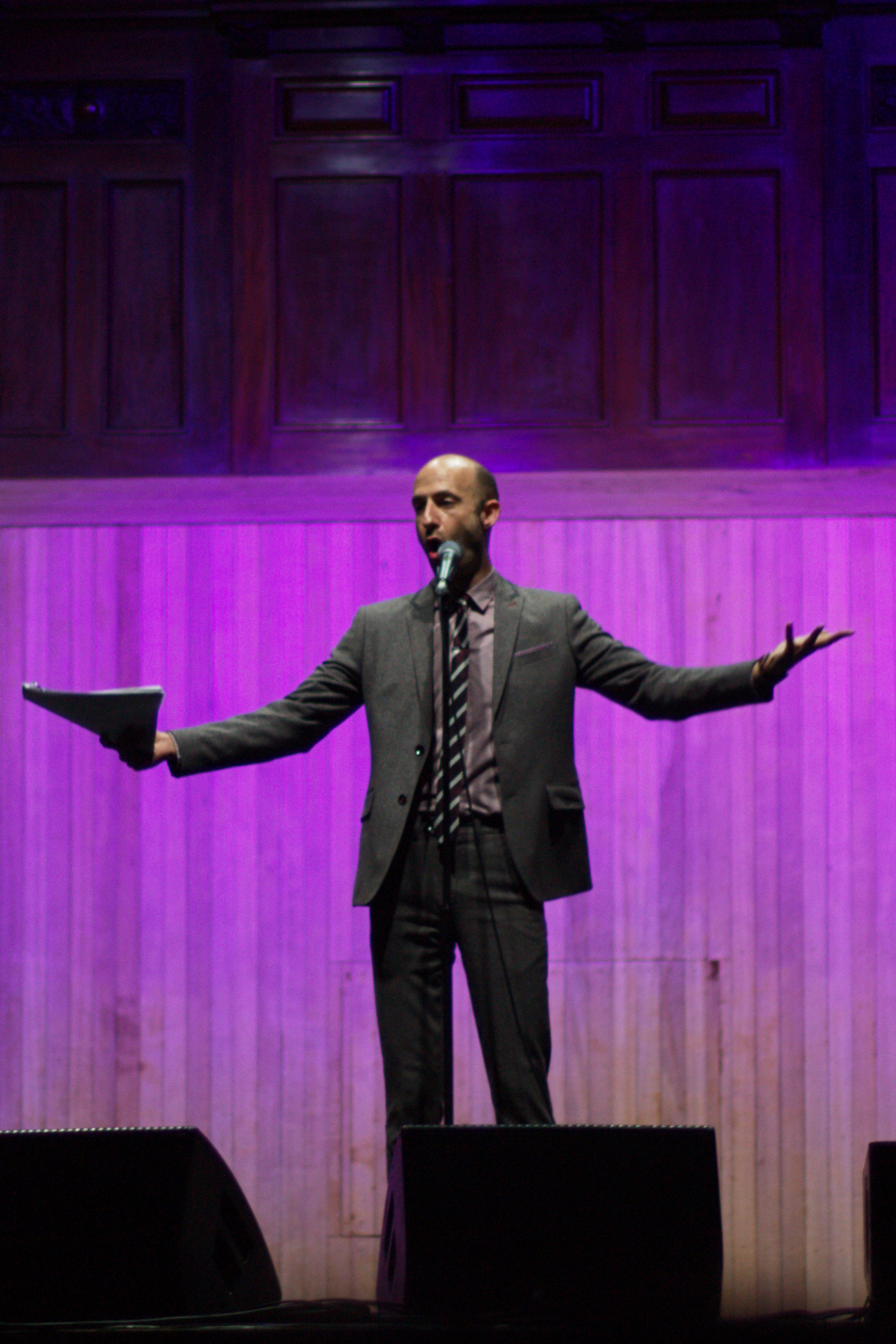
Сисіл Болдвін у ролі Сисіла в живому епізоді "Розвідники" під час туру Великобританією 2015 року.

В інтерв’ю NPR Джозеф Фінк сказав, що він «придумав ідею міста в пустелі, де всі теорії змови реальні, і ми б просто розвивали ідею як піде, відштовхуючись від цього». 
Кожен епізод подкасту включає музичні твори як «погоду», кожен з якиї виконує окремий незалежний виконавець.  Головну та фонову інструментальну музику до серіалу створив музикант і композитор Disparition. 
У жовтні 2013 року Welcome to Night Vale почали виступати наживо, та продовжували це до 2014 року, виспупаючи туром Західним узбережжям.  Крім того, під час епізоду «Аукціон» було оголошено, що в 2015 році вийде роман . Фінк заявив, що «в «Найт Вейлі» будуть усі персонажі та дивна атмосфера, які ви любите, з абсолютно новою історією, яка досліджує частини Найт Вейлу, в які ми просто не змогли потрапити через подкаст».   Коли наступного березня книга стала доступною для попереднього замовлення, вона стала другою книгою Amazon за сім місяців до жовтневої дати виходу. 

## Запрошені письменники
Кожен епізод шоу написаний творцями Джозефом Фінком і Джеффрі Крейнером, хоча іноді для окремих епізодів залучаються запрошені автори.
- Епізод 9 "ПІРАМІДА" - Реджик Лачер (повідомлення піраміди)
- Епізод 18 "Мандрівник" - Зак Парсонс (головний сюжет)
- Епізод 20 «Поетичний Тиждень» — Трілеті Вейд, Рассел Свенсон, Ванесса Ірена, Кетрін Сіел, Еріка Пашолд і Даніель Дюбуа (надіслані вірші)
- Епізод 28 «Літня Читальна Програма» - Ешлі Лірман
- Епізод 29 «Метро» - Рассел Свенсон
- Епізод 34 «Прекрасний сон» - Зак Парсонс
- Епізод 37 "Аукціон" - Глен Девід Голд
- Епізод 39 "Жінка з Італії" - Глен Девід Голд (додатковий матеріал)
- Епізод 40 «Спритний лучник» - Зак Парсонс (додатковий матеріал)
- Епізод 50 "Капітальна Кампанія" - Ешлі Лірман
- Епізод 79 "Загублено В Пошті" - Зак Парсонс
- Епізод 91 "12:37" - Джеймс Моран
- Епізод 101 «Рекомендації щодо утилізації» - Брі Вільямс
- Епізод 112 "Громадянин у центрі уваги" - Брі Вільямс
- Епізод 113 "Племінниця" - Dessa
- Епізоди 117-119 " eGemony (Частини 1-3)" - Глен Девід Голд
- Епізоди 124-126 "Розкриті Двері (Частини 1-3)" - Брі Вільямс
- Епізод 133 "Ви впевнені?" - Брі Вільямс
- Епізод 138 «Час Жнив» - Брі Вільямс
- Епізод 141 «Врятуйте Dark Owl Records» - Брі Вільямс
- Епізод 143 "Піонерскі Дні" - Брі Вільямс
- Епізод 151 "Водоспад" - Брі Вільямс
- Епізод 168 "Таємна Промокашка" - Брі Вільямс
- Епізод 178 «Відпочинок Гримучої Змії» - Брі Вільямс
- Епізод 236 "Чіпаючі Вантажівки" – Келвін Касулке
- Епізод 241 «Він Все Ще Тримає Ніж» – Брі Вільямс
- Бонусна серія 1: "Хвилини" - Ешлі Лірман
- Бонусна серія 2: "Що з Морем?" - Марта Райнерц

## Книги

### Ласкаво просимо до Найт Вейлу
У жовтні 2015 року Фінк і Крейнер випустили загадковий роман під назвою «Ласкаво Просимо до Найт Вейлу» . Історія розповідається від лиця громадян Найт Вейл Джекі Фієрро та Дайан Крейтон, другорядних героїнь подкасту, які досліджують дві таємниці, які зближають їх життя. Аудіокнигу читає Сисіл Болдвін, Ділан Маррон, Ретта, Тереза Пламмер і Ден Біттнер.
Історія є каноном для подкасту, і її події були розглянуті в епізоді «Епілог», який вийшов в ефір перед виходом роману. Критики сприйняли книгу позитивно, багато хто хвалив її за дотепну прозу та захоплюючі таємниці.   

### Воно Пожирає!
У епізоді подкасту, що вийшов 15 березня 2017 року Фінк анонсував другий роман під назвою "It Devours!", який розповідає про Карлоса та його команду вчених, які досліджують Радісну Громаду Усміхненого Бога. Він був випущений 17 жовтня 2017 року.  Аудіокнигу читає Сисіл Болдвін.

### Безлика Стара Жінка, Що Таємно Живе у Вашому Домі
В епізоді подкасту, що вийшов 15 вересня 2019 року оголосили, що третій роман по всесвіту Найт Вейл, "The Faceless Old Woman Who Secretly Lives In your Home", вийде 24 березня 2020 року. Роман знову був написаний у співавторстві Фінком і Крейнером і зосереджений на титульної героїні. Аудіокнигу читає Мара Вілсон, яка озвучує Безлику Стару Жінку в подкасті. 

### Сценарії
На сьогоднішній день «Ласкаво просимо до Найт Вейлу» випустив чотири книги, які містять сценарії подкасту, а також коментарі, вступні слова авторів та оригінальні ілюстрації. Кожна книга відповідає сезону (або Року) подкасту. Серед них «Здебільшого порожнеча, частково зірки» з Першого Року, «Великі сяючі витки Всесвіту» з Другого Року, «Купівня лоту 37» з Третього Року та «Хто хороший хлопчик?» з Четвертого року. 

## Прийняття
Шоу було описано як «новини з озера Вобегон очима Стівена Кінга », а Крістофер Вінн з The Dallas Morning News охарактеризував його як « NPR зустрічає The Mothman Prophecies ».  Гавія Бейкер-Вайтлоу ' The Daily Dot порівняла подкаст із «десь між Weird Twitter і «Tales of the Unexplained»» і сказала, що його «варто послухати, хоча, можливо, не після заходу сонця, якщо ви самі живете у маленькому містечку».  Колін Ґріффіт з The AV Club сказав, що шоу «дійсно добре зроблено, воно пропонує сюрреалістичний/абсурдистський (і іноді екзистенціалістський) погляд на громадське радіо, з повідомленнями з маленького, чудово кошмарного містечка в пустелі – Найт Вейл».  Пишучи для TechGeek, Ерін Хілл вважала що в подкасті унікальне «поданням того, що вважається звичайним», додаючи, що «багато речей, про які повідомляє Сисіл, суперечать нашому уявленню про норму, але [представлено таким чином, щоб це здавалося буденним». 
У липні 2013 року Welcome to Night Vale посів друге місце в десяти найкращих аудіоподкастах на iTunes після радіопрограми This American Life .  У тому ж місяці він перевершив This American Life і став першим у списку подкастів, отримавши 150 000 завантажень протягом одного тижня.
У грудні 2013 року The AV Club поставив шоу на сьоме місце у списку найкращих подкастів 2013 року. 
Співпродюсер Джеффрі Крейнер пояснив цей сплеск популярності був спричинений Tumblr, та шанувальниками телесеріалу Ганнібал. Макс Себела, креативний стратег Tumblr, заявив, що 5 липня фанати почали «виходити з-під контролю», і того тижня було «понад 20 000 публікацій про «Найт Вейл», у яких брали участь понад 183 000 окремих блогів та понад 680 000 нотаток».  Зазначається, що до липня 2013 року обліковий запис Twitter для подкасту мав понад 20 000 підписників. 
Згідно з The Daily Dot, нові слухачі в основному приходять через фандом із уст в уста, в основному на Tumblr із фанфіками та фан-артом, присвяченими романтичним стосункам між оповідачем шоу та вченим Карлосом.  Шанувальники опублікували «фанскрипти», стенограми подкасту, щоб розширити доступність Welcome to Night Vale . 
15 жовтня 2015 року продюсери Джозеф Фінк і Джеффрі Крейнер були на інтерв’ю в The Late Show with Stephen Colbert, а Сисіл Болдвін з’явився для Громадського Календаря Найт Вейлу.  Майк Ругнетта в веб-шоу PBS Idea Channel порівняв подкаст із роботами письменника жахів Х. Ф. Лавкрафта про страх перед невідомим: «Але Найт Вейл перетворює «немислимий жах» Лавкрафта на «похмуру буденність».

### Нагороди
| Award                      | Year | Category                                                              | Recipient                                                                         | Result    | Ref.   |
| -------------------------- | ---- | --------------------------------------------------------------------- | --------------------------------------------------------------------------------- | --------- | ------ |
| Audio Verse Awards         | 2014 | Накраща написане Довготривале Шоу                                     | Джозеф Фінк та Джеффрі Крейнер                                                    | Перемога  | [ 41 ] |
| Audio Verse Awards         | 2014 | Найкраща робота зі звуком у довготривалому шоу                        | Джозеф Фінк                                                                       | Перемога  | [ 41 ] |
| Audio Verse Awards         | 2014 | Найкращий актор на оригінальній головній ролі                         | Сисіл Болдвін                                                                     | Перемога  | [ 41 ] |
| Audio Verse Awards         | 2015 | Найкраща роль другого плану в оригінальному багатосерійному шоу       | Джексон Паблік як Хірам Макденіклс                                                | Перемога  | [ 42 ] |
| Audio Verse Awards         | 2015 | Найкраща роль другого плану в оригінальному багатосерійному шоу       | Ділан Маррон як Карлос                                                            | Перемога  | [ 42 ] |
| Audio Verse Awards         | 2015 | Найкращий актор головної ролі в оригінальному багатосерійному щоу     | Сисіл Болдвін як Сисіл Гершвін Палмер                                             | Перемога  | [ 42 ] |
| Audio Verse Awards         | 2015 | Найкращий сценарій оригінального, довготривалого, багатосерійного шоу | Джозеф Фінк та Джеффрі Крейнер                                                    | Фіналіст  | [ 43 ] |
| Audio Verse Awards         | 2015 | Найкраща роль другого плану в оригінальному багатосерійному шоу       | Кевін Р. Фрі як Кевін                                                             | Фіналіст  | [ 43 ] |
| Audio Verse Awards         | 2015 | Найкраще довготривале оригінальне шоу з малим акторським складом      | Welcome to Night Vale                                                             | Фіналіст  | [ 43 ] |
| Audio Verse Awards         | 2016 | Найкраще оригінальне коротку комедійне щоу з малим акторським складом | Welcome to Night Vale                                                             | Перемога  | [ 44 ] |
| British Fantasy Awards     | 2016 | Премія імені Августа Дерлета за найкращий роман жахів                 | Джозеф Фін та Джеффрі Крейнер (За <i id="mwAao">Welcome to Night Vale</i> (роман) | Номінація | [ 45 ] |
| Discover Pods Awards       | 2017 | Найкраща аудіо драма                                                  | Welcome to Night Vale                                                             | Перемога  | [ 46 ] |
| iHeartRadio Podcast Awards | 2019 | Найкращий подкачт зі сценарієм                                        | Welcome to Night Vale                                                             | Номінація | [ 47 ] |
| iHeartRadio Podcast Awards | 2020 | Найкращий фантастичний подкаст                                        | Welcome to Night Vale                                                             | Номінація | [ 48 ] |
| iHeartRadio Podcast Awards | 2021 | Найкращий фантастичний подкаст                                        | Welcome to Night Vale                                                             | Номінація | [ 49 ] |
| iHeartRadio Podcast Awards | 2022 | Найкращий фантастичний подкаст                                        | Welcome to Night Vale                                                             | Номінація | [ 50 ] |
| Shorty Awards              | 2015 | Подкаст                                                               | Welcome to Night Vale                                                             | Фіналіст  | [ 51 ] |

## Телевізійна адаптація
У грудні 2017 року було анонсовано, що Дженніфер Гатчісон, сценарист і продюсер серіалів «Краще дзвоніть Солу» та «У всі тяжкі», адаптує для телебачення «Ласкаво просимо до Найт Вейл» . Виробництвом серіалу займається Sony Pictures Television, де Хатчісон має загальну угоду, а розробляє його для FX . Фінк і Крейнер будуть виконавчими продюсерами.
У 2023 році Фінк і Крейнор оголосили на Patreon, що, незважаючи на написання пілотного епізоду, ключова фігура залишила виробництво, і тому шоу було відкладено на невизначений термін. 

## Дивіться також
- Лаймтаун
- Скарфолк
- Фонд SCP

## Подальше читання
- Dobbs, Sarah (25 липня 2013). Joseph Fink and Jeffrey Cranor on Welcome To Night Vale. Den of Geek. Процитовано 25 липня 2013.
- Santilli, Morgana (5 серпня 2013). There's Something About Night Vale. Amazing Stories. Архів оригіналу за 10 серпня 2013. Процитовано 8 серпня 2013.

## Зовнішні посилання
- Офіційний сайт